# جانورشناسی سفر اچ‌ام‌اس بیگل
جانورشناسی سفر اچ‌ام‌اس بیگل تحت فرماندهی فیتزروی کاپیتان نیروی دریایی پادشاهی بریتانیا، در طول سالهای ۱۸۳۲ تا ۱۸۳۶ (به انگلیسی: The Zoology of the Voyage of H.M.S. Beagle Under the Command of Captain Fitzroy, R.N. , during the Years 1832 to 1836)، یک کتاب پنج‌قسمتی است که در ۱۹ شماره پی‌درپی به همان صورتی که آماده شده بودند بین فوریه ۱۸۳۸ و اکتبر ۱۸۴۳ منتشر شد. این کتاب توسط نویسندگان مختلفی با نظارت و ویرایش چارلز داروین نوشته شد، این کتاب توصیف کارشناسان بر مجموعه‌های گردآوری شده توسط او در سفر بیگل را منتشر کرد.
- قسمت اول: فسیل پستانداران (۱۸۴۰–۱۸۳۸)، نوشته:ریچارد اوون (مقدمه و دیباچه زمین‌شناسی توسط داروین)
- قسمت دوم:پستانداران (۱۸۳۹–۱۸۳۸)، نوشته:جرج رابرت واترهاوس (مقدمه جغرافیایی و یادداشتی در زیستگاه و محدودهٔ آن توسط داروین)

داروین با یادداشت‌هایی در زیستگاه و محدودهٔ آن در سراسر متن پستانداران و پرندگان هم مشارکت کرد، و متن ماهی‌ها و خزندگان هم حاوی یادداشتهای فراوانی از اوست که از برچسب‌هایش برداشته شده‌است. نویسنده قسمت‌های دیگر به ترتیبی است که در زیر آورده شده‌است:
- قسمت سوم: پرندگان (۱۸۴۱–۱۸۳۸)، نوشته:جان گولد
- قسمت چهارم: ماهی‌ها (۱۸۴۲–۱۸۴۰)، نوشته:لئونارد جنینس
- قسمت پنجم: خزندگان (۱۸۴۳–۱۸۴۲)، نوشته:توماس بل

به خاطر کمی دستمزد بیشتر ناشران کار کامل‌شده را در پنج جلد و سپس در سه جلد، جلد اول قسمت‌های ۱ و ۲، جلد دوم قسمت سوم و جلد سوم قسمت‌های ۴ و ۵ فروختند. یک نمونه از این طبقه‌بندی را می‌توانید در کاتالوگ مدخل کپی‌هایی که در کتابخانه دولتی نیو ساوت ولز نگهداری می‌شوند ببینید.
کپی‌ها توسط الدر اسمیث در بین سالهای ۱۸۴۰ تا ۱۸۴۳ منتشر شد، پنج جلد هستند که با بستن تعدادی از صفحات به سه جلد کاهش یافته‌اند.